# Halianthella kerguelensis
Halianthella kerguelensis är en havsanemonart som först beskrevs av Studer 1879.  Halianthella kerguelensis ingår i släktet Halianthella och familjen Halcampidae. Inga underarter finns listade i Catalogue of Life.